# Царацово
Царацо́во (болг. Царацово) — село в Пловдивській області Болгарії. Входить до складу общини Мариця.

## Населення
За даними перепису населення 2011 року у селі проживали 2300 осіб.
Національний склад населення села:
| Національність   | Кількість осіб | Відсоток |
| ---------------- | -------------- | -------- |
| болгари          | 1932           | 99,2%    |
| інша             | 10             | 0,5%     |
| не визначились   | 3              | 0,2%     |
| Всього відповіли | 1947           |          |

Розподіл населення за віком у 2011 році:
Динаміка населення: